# Yvonne Brill
Yvonne Madelaine Brill (nacida Claeys; 30 de diciembre de 1924 – 27 de marzo de 2013) fue una ingeniera aeroespacial canadiense-estadounidense. Durante su vida profesional participó en diferentes programas espaciales de Estados Unidos, incluyendo la NASA y el International Maritime Satellite Organization.

## Inicios
Brill nació en Winnipeg, Manitoba, Canadá. Sus padres eran inmigrantes belgas. Estudió en la Universidad de Manitoba donde fue disuadida de estudiar ingeniería por su condición de mujer, motivo por lo que estudió química y matemáticas. Tras graduarse se integró al proyecto RAND, enfocado en el diseño y construcción los primeros satélites sin tripulación, fue en este momento que comenzó a trabajar en propulsión.

## Vida profesional
El trabajo de Brill en sistemas de propulsión ha contribuido a desarrollos significativos. Desarrolló el concepto para un nuevo motor de cohete, un sistema de propulsión con hidracina que mantiene a un satélite en una órbita geoestacionaria fija durante más tiempo que otros métodos y con una carga útil mayor. Es el sistema de propulsión que actualmente utilizan los satélites de comunicaciones para mantenerse en órbita. También estuvo involucrada en el sistema de propulsión de TIROS (Television Infrared Observation Satellite) el primer satélite meteorológico. Fue gerente de propulsión de la nave espacial NOVA, un satélite que proporcionaba numerosos datos para la Marina, y en el que logró implementar un sistema de propulsión de plasma de pulso, algo muy inusual en ese entonces.
Brill falleció por complicaciones de su cáncer de pecho en Princeton, New Jersey, el 27 de marzo de 2013.

## Premios y reconocimientos
Brill recibió el Premio American Institute of Aeronautics and Astronautics (AIAA) en 2002 y la Medalla John Fritz de la American Association of Engineering Societies (AAES) en 2009. En 1980, Harper's Bazaar y DeBeers Corporation le otorgaron su premio Diamond Superwoman a su carrera profesional. En 2001 fue galardonada con la Medalla de Servicio Público Distinguido de la NASA. En 2011, el presidente Barack Obama le otorgó la Medalla Nacional de Tecnología e Innovación.
Fue elegida para la Academia Nacional de Ingeniería en 1987. Fue nombrada miembro de The Society of Women Engineers (SWE) en 1985 y recibió su más alto honor, el Premio al Logro, el año siguiente.
La cátedra Yvonne C. Brill del Instituto Americano de Aeronáutica y Astronáutica (AIAA) se nombra en su honor y se presenta anualmente.